# Brezovica (żupania virowiticko-podrawska)
Brezovica – wieś w Chorwacji, w żupanii virowiticko-podrawskiej, w gminie Gradina. W 2011 roku liczyła 595 mieszkańców.